# فلاگتاون (نیوجرسی)
فلاگتاون (به انگلیسی: Flagtown) یک منطقهٔ مسکونی در ایالات متحده آمریکا است که در هیلزبور، نیوجرسی واقع شده‌است.